# سیلور مارلین
سیلور مارلین (به انگلیسی: Silver Marlin) یک کشتی است که طول آن ۱۰٫۶۷ متر (۳۵٫۰ فوت) می‌باشد.